# David Herold
David Edgar Herold (Maryland, 16 de junio de 1842-Washington D. C., 7 de julio de 1865) fue un ciudadano estadounidense que cooperó con John Wilkes Booth en el complot para asesinar al presidente Abraham Lincoln.

## Biografía
Nacido en Maryland, fue el sexto de los diez hijos que engendraron Adam y María Porter Herold. Creció en una casa grande de ladrillos cerca de una base naval en Washington, cursó estudios en la "Gónzaga College High School", "Georgetown College", y la academia Rittenhouse. Trabajó en una farmacia como asistente de un médico. También llegó a ser un ávido cazador. Herold tomó cursos en la academia "Charlotte Hall", donde conoció a John Surratt, quien es el que lo presentó a John Wilkes Booth.
La noche del 14 de abril de 1865, Herold guio a Lewis T. Powell (también conocido como Lewis Payne) a la casa del secretario de estado de Lincoln, William H. Seward. Powell entonces intentó asesinar a Seward dentro de su casa, hiriéndolo gravemente así como también a otros miembros de su familia. La conmoción causada por este atentado amedrentó a Herold, que abandonó a Powell y huyó de la escena. Hay otras versiones acerca de Herold que indican que éste conspiraba para asesinar también al vicepresidente Andrew Johnson, pero si planeó tal asesinato, éste nunca se llevó a cabo.

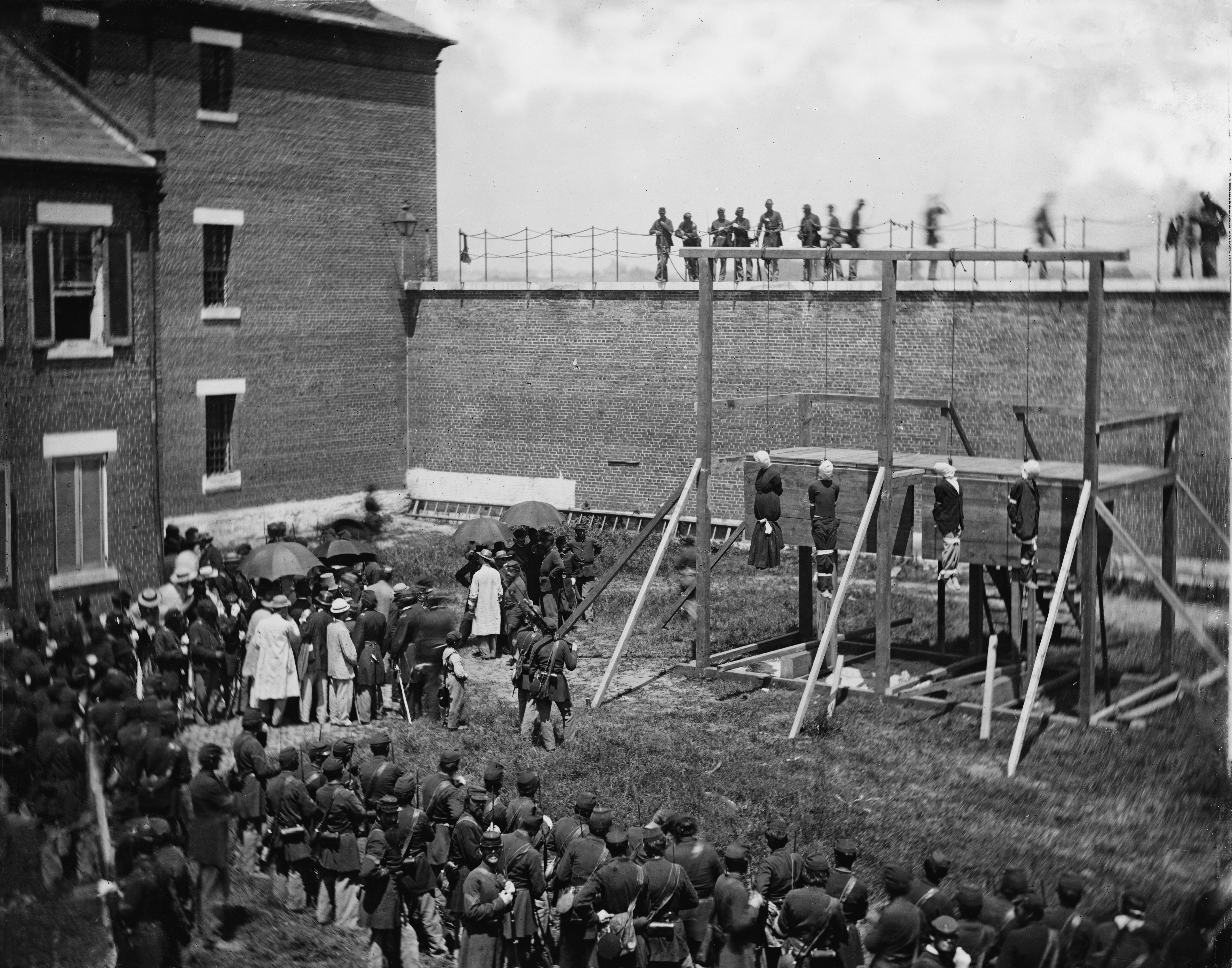
Fotografía de la ejecución realizada el 7 de julio de 1865 de cuatro personas condenadas a muerte por conspirar en el asesinato del presidente Lincoln: Mary Surratt, Lewis T. Powell, David E. Herold y George A. Atzerodt en el fuerte McNair in Washington, D.C.

 Poco después del atentado en contra de la vida Seward, John Wilkes Booth disparó a Lincoln en el interior del teatro de Ford. Durante el asesinato, Booth se fracturó la pierna, sin embargo, a pesar de estar lesionado logró escapar de la ciudad de Washington hacia Maryland, en donde ya tenía arreglado juntarse con Herold. Herold asistió a Booth y lo llevó a la casa del médico Samuel Mudd, que le curó la pierna. Herold permaneció con Booth ayudándolo hasta que las autoridades los atraparon. Ambos fueron cercados el 26 de abril de 1865, después de que se refugiaron en una granja; Herold se rindió a la policía, pero Booth que no dejó sus armas murió como resultado del tiroteo.
Herold fue juzgado ante un tribunal militar. Admitiendo ser parte de la conspiración para el asesinato de Lincoln, en su defensa dijo que actuó bajo la influencia de Booth. Herold fue colgado en Washington D. C. y está enterrado en el cementerio del Congreso de los Estados Unidos al lado de su hermana Mary Alice.